# Ornithoica tridens
Ornithoica tridens är en tvåvingeart som beskrevs av Maa 1966. Ornithoica tridens ingår i släktet Ornithoica och familjen lusflugor.
Artens utbredningsområde är Taiwan. Inga underarter finns listade i Catalogue of Life.